# Rue des Vertus
La rue des Vertus est une rue du 3e arrondissement de Paris. 
Elle ne doit pas être confondue avec la rue d'Aubervilliers, nommée « rue des Vertus » avant l'incorporation des communes de La Chapelle et La Villette à Paris.

## Situation et accès
En plein cœur du quartier du Marais, la partie sud de la rue, entre la rue au Maire et la rue des Gravilliers, est zone piétonne. Au nord, la rue se terminait « rue Phelipeaux » (précédemment rue Frepaut) avant que cette dernière ne fut absorbée par la rue Réaumur.
Ce site est desservi par les stations de métro Arts et Métiers et Temple.

## Origine du nom
Jaillot indique en 1775 qu'il n'a trouvé « aucunes lumières sur l'origine ni sur l'étymologie du nom de cette rue », et qu'il la trouve indiquée pour la première fois, en 1546, dans un papier-censier de Saint-Martin-des-Champs. Il est possible que ce nom lui ait été donné lors de l'aménagement de la Maison du Temple et de son quartier, en référence aux vertus théologales.
En 1844, Lazare reprend Jaillot et mentionne que la rue était sur le chemin à Aubervilliers qui, à l'époque, était surtout connu pour son église, Notre-Dame-des-Vertus, ce qui pourrait être à l'origine de son nom et témoigne d'une possible confusion avec l'actuelle rue d'Aubervilliers. 
Dans la réédition de 1855, Félix et Louis Lazare ajoutent alors l'hypothèse émise par « un historien » (sans toutefois le nommer ou citer un quelconque ouvrage ; il peut s'agir de leur propre hypothèse) : le nom de la rue lui aurait été donné « sans doute par opposition railleuse à l’espèce de femmes qui depuis longtemps habitent cette ruelle, et ne font pas profession de vertus bien farouches ».

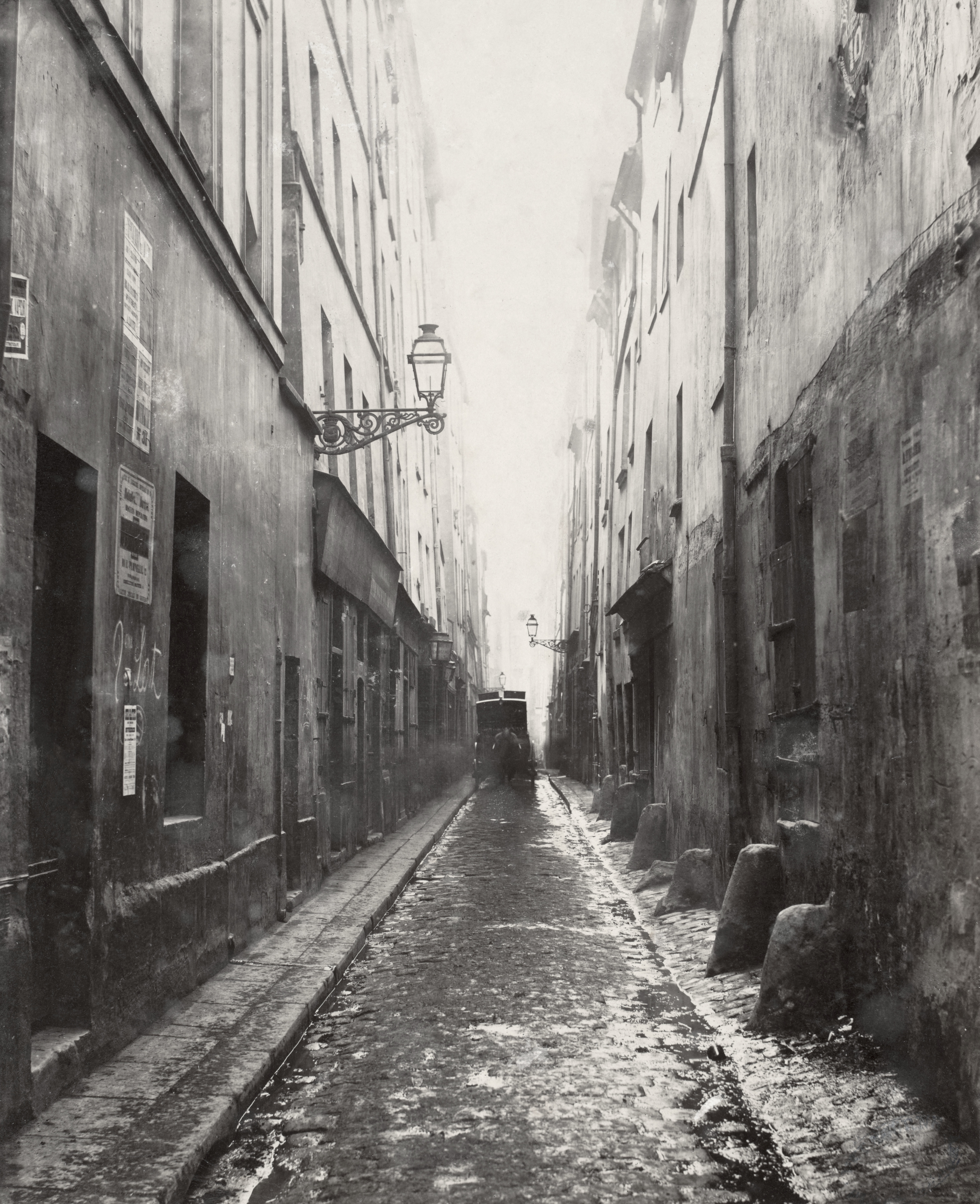
Rue des Vertus depuis la rue Phélipeaux (actuellement rue Réaumur) par Charles Marville (années 1850-1860).

## Historique
Cette rue qui existait déjà en 1546 était alors en dehors de l'enceinte de Philippe-Auguste, et faisait partie du territoire du bourg Saint-Martin-des-Champs.
Elle est citée sous le nom de « rue des Vertuz » dans un manuscrit de 1636.

## Bâtiments remarquables et lieux de mémoire

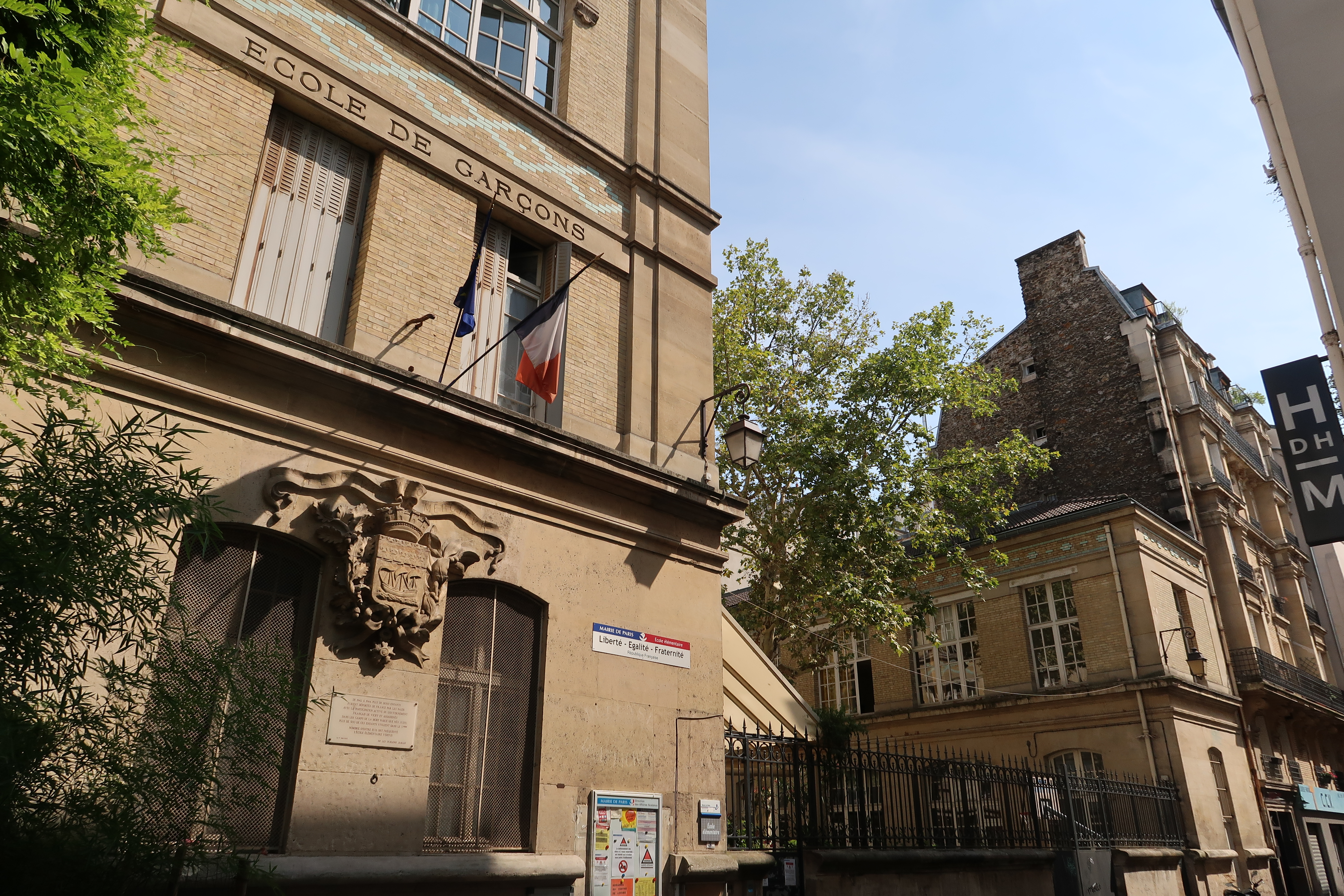
École élémentaire des Vertus.

Au XIXe siècle et jusqu’à la fin du XXe siècle, la rue était connue pour ses hôtels « à la semaine », où logeaient des saisonniers, venant vendre leurs services aux artisans locaux (notamment : bijouterie, horlogerie, serrurerie et bagagerie). Ils sont aujourd’hui occupés par des restaurants, habitations, hôtels de tourisme, locations saisonnières ou ateliers. La rue est en bordure du plus ancien quartier asiatique de Paris (installation des migrants en provenance de la province de Wenzhou à partir de 1900, mais surtout des anciens combattants chinois alliés, issus majoritairement de cette même région, restés après la Première Guerre mondiale).

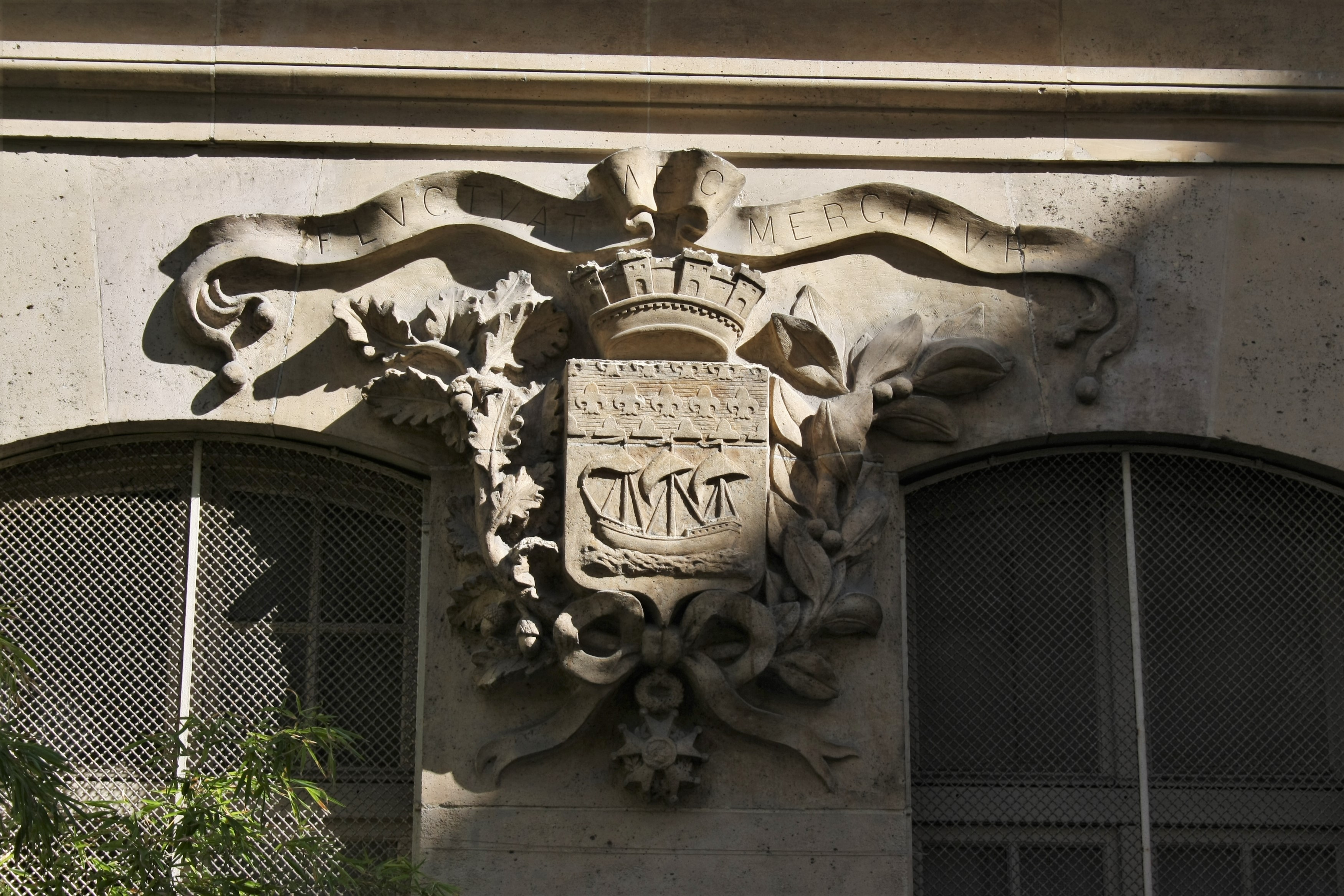
Blason sur l'école élémentaire.

Côté pair, au no 8, a été bâtie en 1898 une école élémentaire typique, sur les plans de l'architecte Albert Grégoire, avec sa cour, ses marronniers, son préau, etc. Sa construction entraîne la démolition des deux cours des anciens nos 53 et 57, rue du Temple, dominées par les activités du métal et de la bijouterie. L'immeuble voisin, au no 6, date lui aussi de cette époque (1901). Le reste du rang est du XVIIe siècle. On remarquera notamment les immeubles ventrus des nos 2 et 4.
En 1901, c'est au 6, rue des Vertus que Paul Lanoir installa la Bourse indépendante du travail, qui se voulait la concurrente « jaune » de la Bourse du travail de la rue du Château-d'Eau.

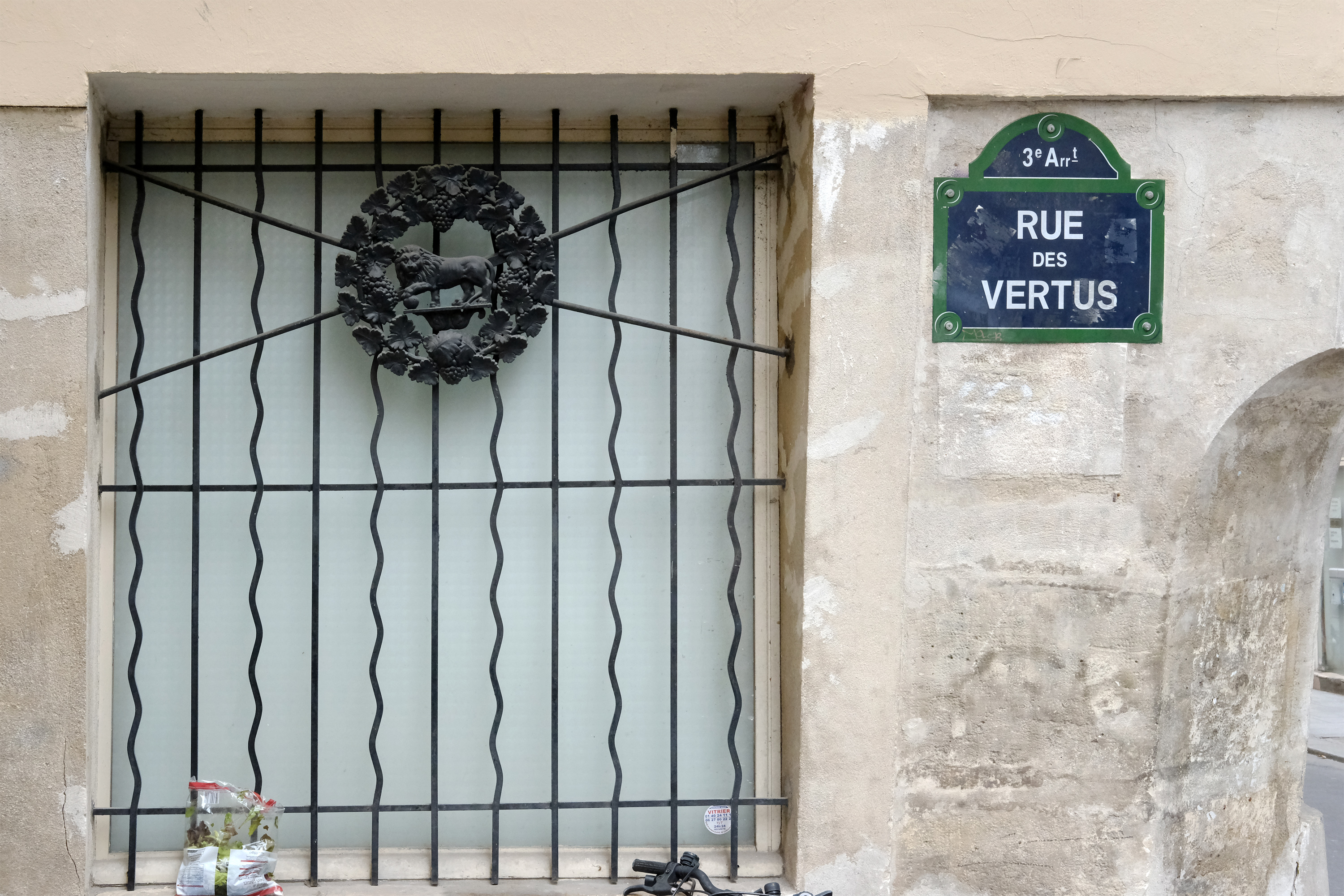
Motif en fer forgé de la maison d'angle avec la rue des Gravilliers.

Côté impair, au no 9, un bâtiment de bureaux et de logements construit en 1994 par l'agence Robert et Reichen remplace les constructions vétustes des ateliers de l'ancienne cour de Rome et se prolonge des nos 1 à 7, rue au Maire, constituant l'îlot Marais des Arts. Un passage vers ce qu'il reste de ladite cour, aujourd'hui privée, demeure entre les nos 7 et 9. Le reste du rang est du XVIIe siècle, avec çà et là des surélévations ultérieures. Un ancien habitant du quartier témoigne qu'à la fin du XXe siècle, au no 15, un café à l'enseigne de La Petite Vertu (aujourd’hui remplacé par un restaurant chinois) a longtemps servi de siège à l’association des péripatéticiennes de Paris. Un chapelier occupait à cette même époque l'échoppe du no 5.
À l'angle de la rue des Gravilliers (2 rue des Vertus et 14, rue des Gravilliers), on peut voir une fenêtre décorée d'un motif ancien en fer forgé, comprenant un lion Médicis, symbole de richesse et de puissance, et des attributs bacchiques évoquant les activités de marchand de vin (ou de cabaret). Un motif semblable se trouve dans le 10e arrondissement, À l'enseigne du lion d'or, une ancienne boutique de marchand de vin dont la devanture a fait l'objet d'une inscription au titre des monuments historiques en 1984.

## Au cinéma
- Dans le film Un idiot à Paris de Serge Korber, 1967, la rue des Vertus est citée (« La Fleur », personnage interprété par Dany Carrel, travaille à l'hôtel Mimosa, rue des Vertus. Dans le roman original de René Fallet, 1966, l'hôtel Mimosa était cependant situé rue des Lombards, perpendiculaire à la rue Saint Denis).

## Sources
- Napoléon Chaix, Paris, guide 1807, Librairie internationale.
- Jacques Hillairet, Dictionnaire historique des rues de Paris, Paris, Les Éditions de minuit, 1972, 1985, 1991, 1997, etc. (1re éd. 1960), 1 476 p., 2 vol.  [détail des éditions] (ISBN 2-7073-1054-9, OCLC 466966117).